# Dolicholobium moluccense
Dolicholobium moluccense är en måreväxtart som beskrevs av M.E. Jansen. Dolicholobium moluccense ingår i släktet Dolicholobium och familjen måreväxter.
Artens utbredningsområde är Moluckerna.

## Underarter
Arten delas in i följande underarter:
- D. m. fusiformis
- D. m. moluccense